# JR四國8600系電聯車
JR四國8600系電聯車是日本四國旅客鐵道所使用的傾斜式電聯車，於2014年6月起取代老舊的2000系柴聯車，行駛高松到松山的石鎚號特快列車。 到2018年2月共交車17輛，行駛特急潮风号和石锤号，取代了予赞线高松～松山段上所有的柴油動力特急列車，也是繼8000系後21年JR四國再度推出的特急型電聯車。

## 設計
川崎重工設計的概念為「復古」，列車黑色的前端令人想起蒸汽機車。 塗裝以橘色與綠色為主，分別代表當地名產蜜柑與橄欖。 每輛車廂耗資2億5千萬日圓，由政府部分補助。 預定最高運轉時速為130公里，但設計最高時速為140公里。 其傾斜機制能允許以高於傳統列車30公里的時速通過曲率半徑600公尺之彎道。

## 编成

### 三辆车編組：E1-E3
三辆车的編組由一辆动力车和两辆无动力拖车组成，编号为E1到E3，編組中包括頭等艙绿色车廂，占該車廂的一半空間。 
| 型式      | Mc               | T    | Tsc                    |
| 编号      | 8600             | 8800 | 8700                   |
| 重量（t） | 41.9             | 32.1 | 39.0                   |
| 容量      | 56               | 68   | 12绿色座位+ 17普通座位 |
| 设备      | 自动販賣机，厕所 |      | 頭等座，轮椅空间，厕所 |

“ Tsc”车装有单臂集电弓 。

### 两辆车編組：E11-E14
编号为E11至E14的編組由两节车厢組成，包括一辆动力車（ M）和一辆拖车（ T）。 

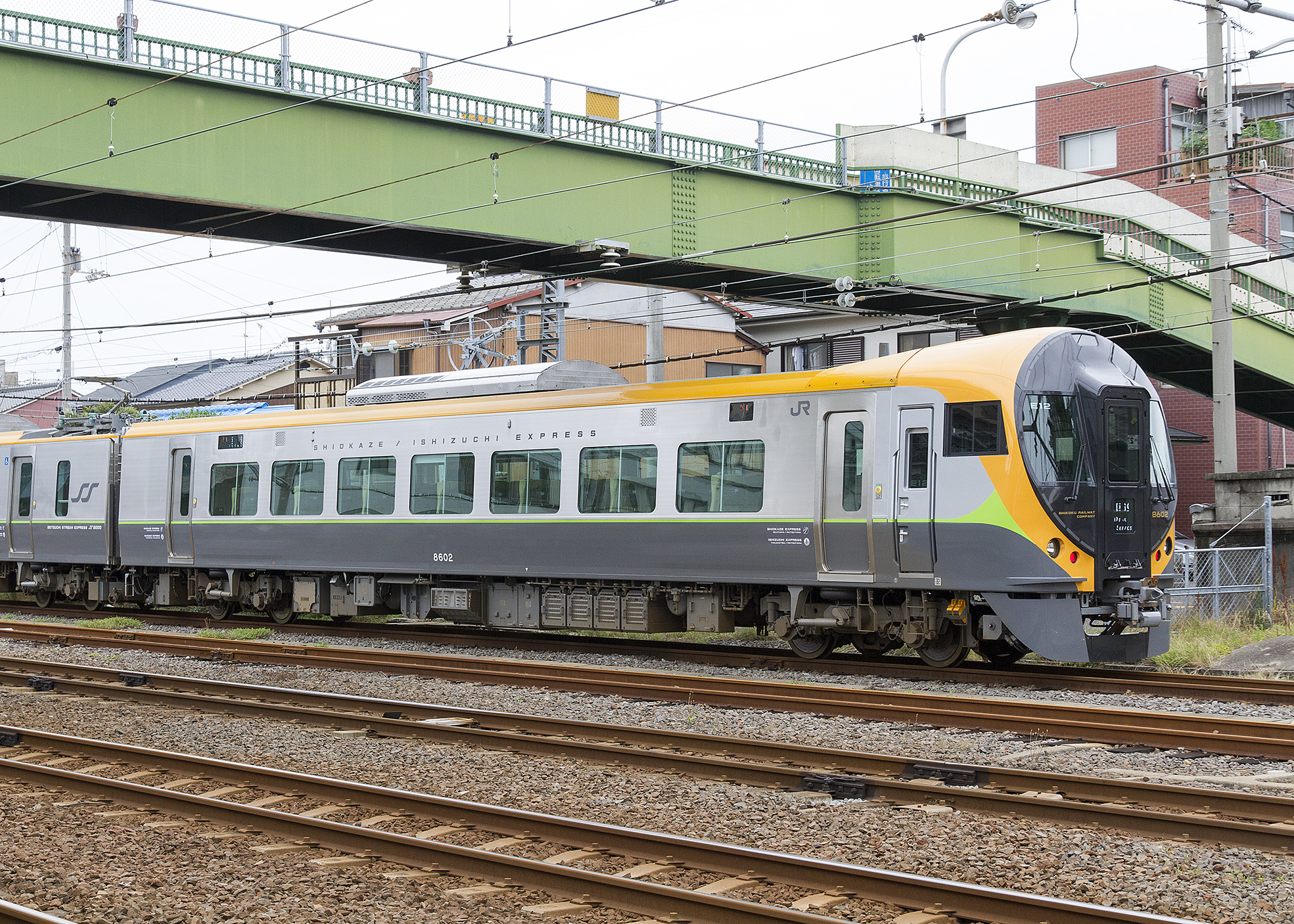
E12編組的8602號車
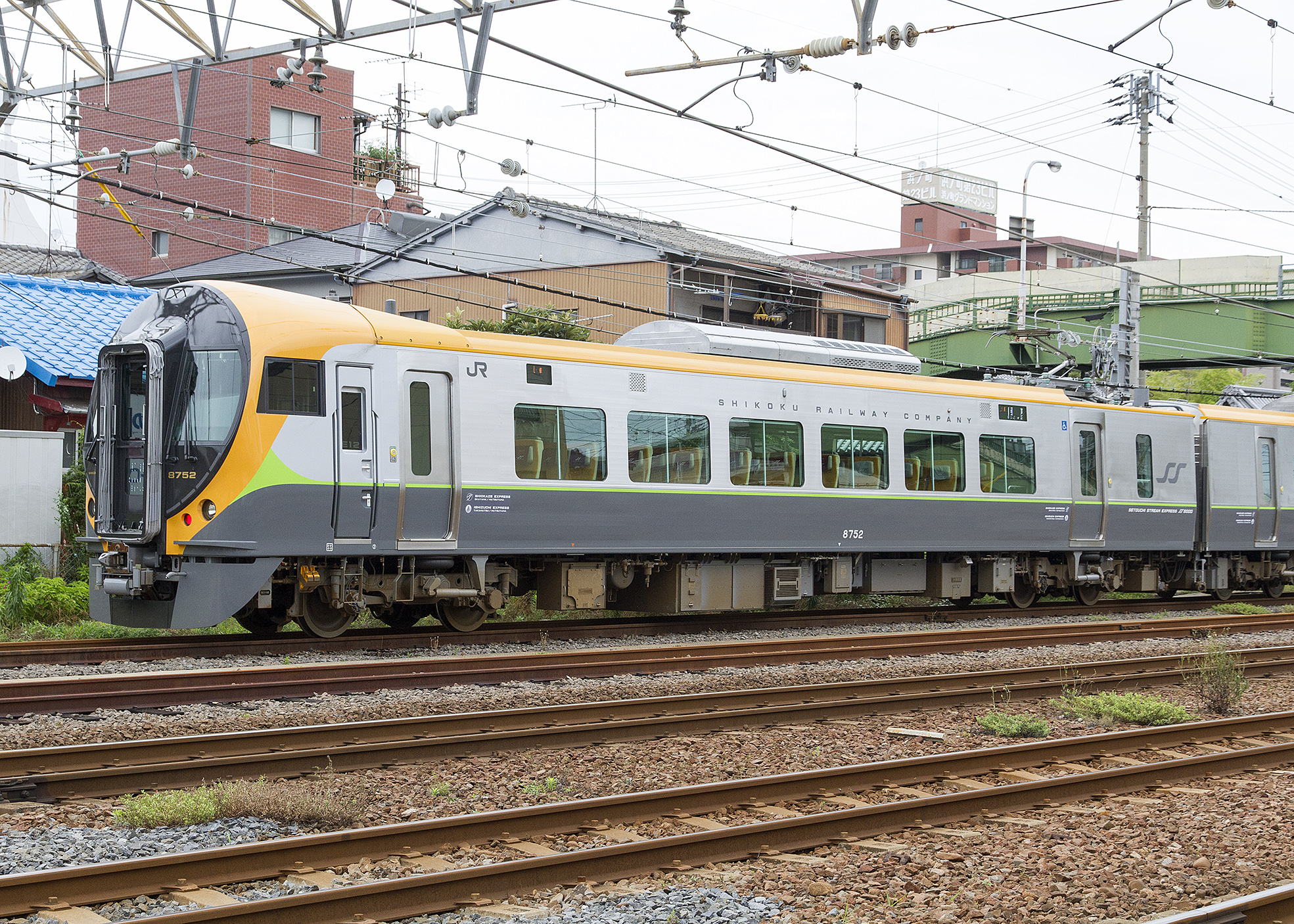
E12編組的8752號車

| 型式      | Mc               | Tc               |
| 编号      | 8600             | 8750             |
| 重量（t） | 41.9             | 38.6             |
| 容量      | 56               | 45               |
| 设备      | 自动販賣机，厕所 | 轮椅空间，洗手间 |

“ Tc”车装有单臂集电弓。
- E12編組的8602號車
- E12編組的8752號車

## 内部
普通艙等採為2 + 2並排配置的坐臥兩用椅，座椅间距980 mm（39英寸）；頭等艙綠色車廂座椅配置為2 + 1的坐臥兩用椅，座椅间距为1,170 mm（46英寸）。 每个座椅均配有交流电源插座。“Mc”车的椅套以深淺綠色組成「嫩綠（Fresh Green）」主题；“Tc”车以橙色與棕色椅套構成「亮橘（Shine Orange）」主题。“Tc”车的車門較寬（900  毫米），方便轮椅使用者进入；該車也有轮椅空间和無障礙厕所。全車使用LED照明 。

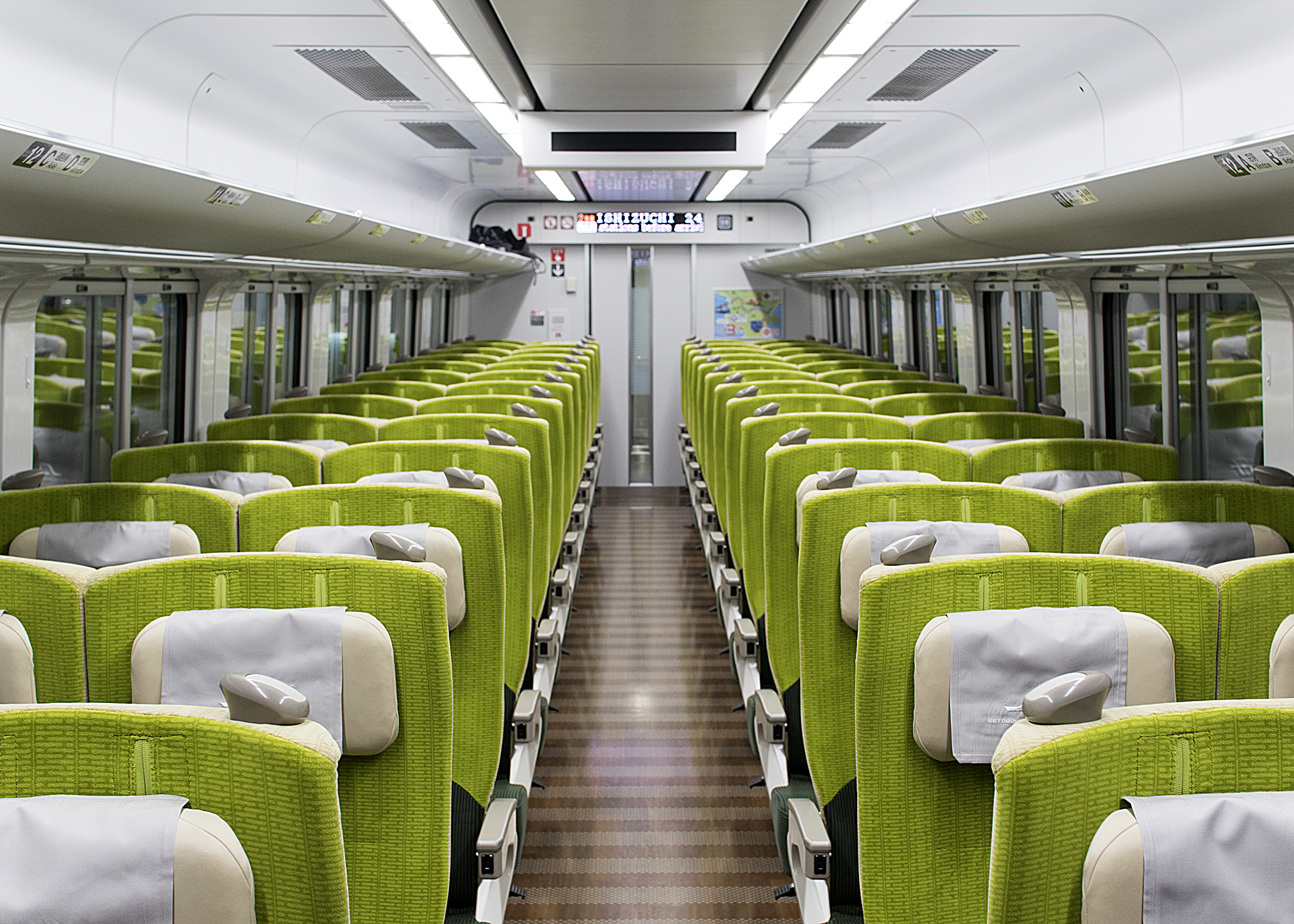
8601號車內部
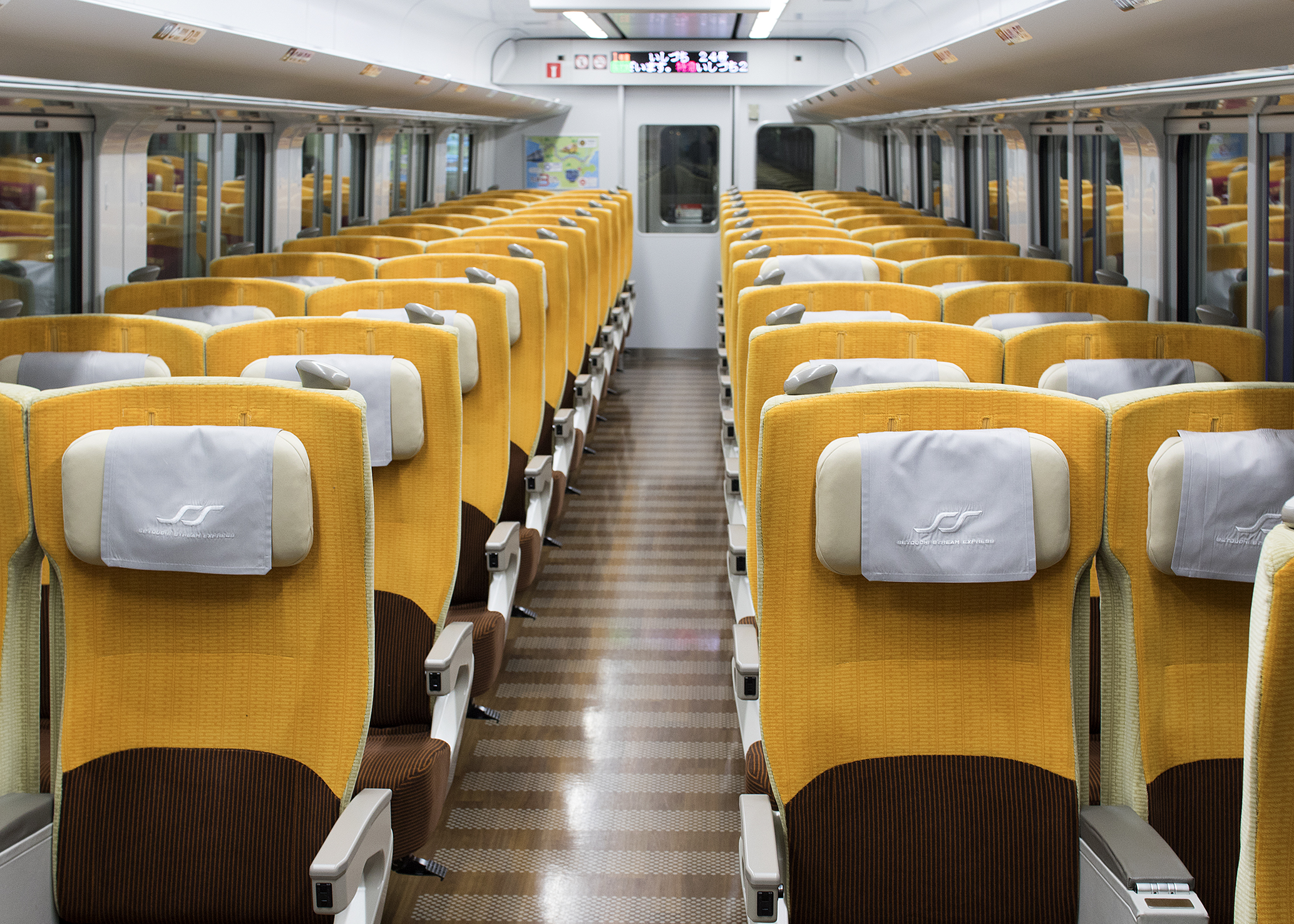
8751號車内部

## 历史

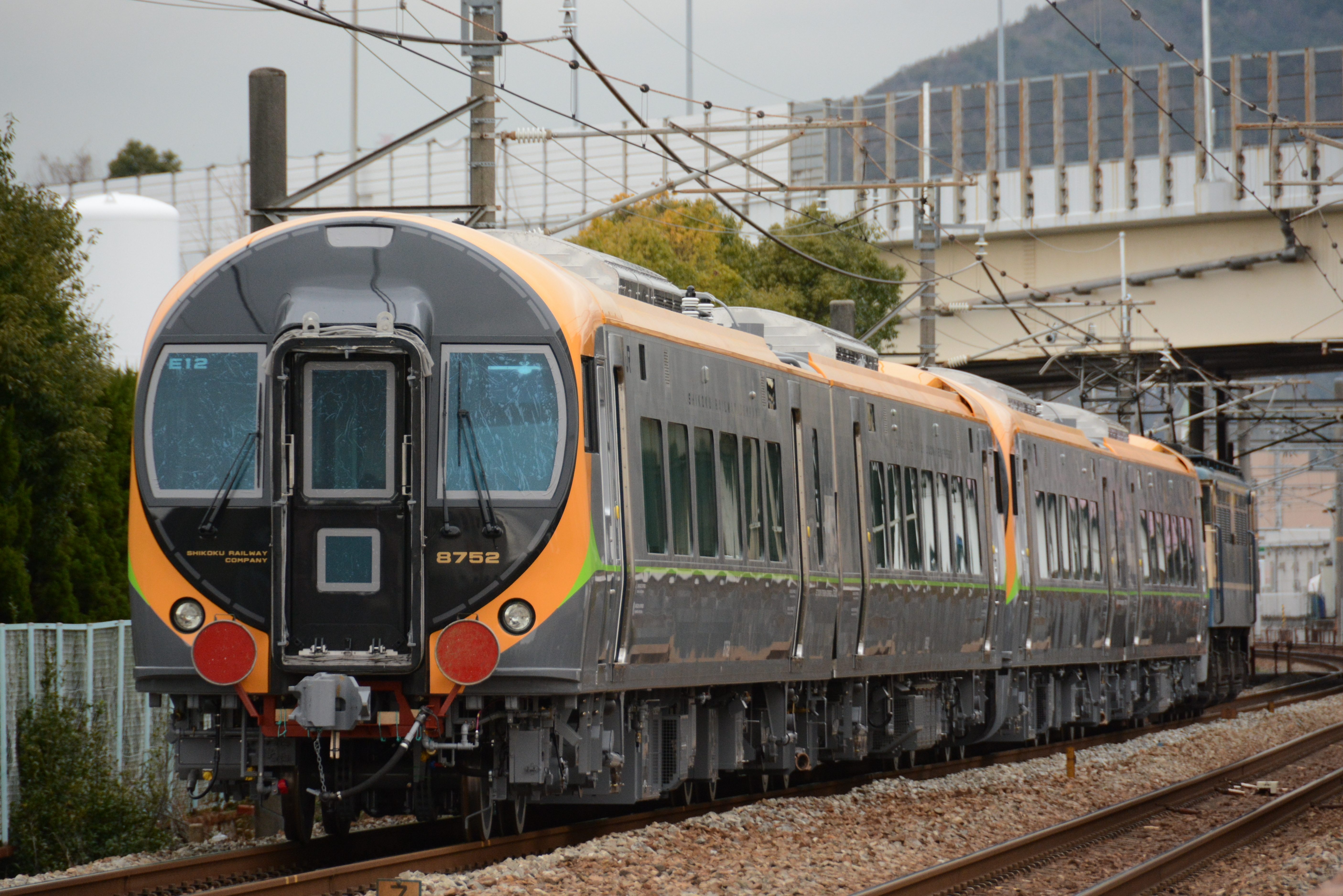
最初兩組車（E11和E12），2014年2月交車時

2014年2月，頭兩組車（E11和E12）从神户川崎重工工厂交車到高松車輛基地。 于三月开始試運轉。 於2014年6月23日開始行駛於高松到松山的石鎚號特快車。
2015年10月，川崎重工交付了接下来的四組（三辆车編組的E1和E2，與两辆车編組的E13和E14）。
2017年7月，JR西日本為研製新型傾斜式特急型電車取代現役用於"八雲（やくも）"的381系，因此向JR四國借用8600系E1編組於伯備線測試以研製新型傾斜式特急型電車
2019年2月24日，8600系再度駛入伯備線，以團體列車的方式行駛岡山～倉敷～備中高梁區間，使用E3編組運行